# Heinz Schumann (Leichtathlet)
Heinz Schumann (* 6. August 1936 in São Paulo, Brasilien) ist ein ehemaliger deutscher Sprinter.
1962 wurde er bei den Europameisterschaften in Belgrad Sechster über 200 Meter. Bei den Olympischen Spielen 1964 in Tokio wurde er Fünfter über 100 Meter und erreichte über 200 Meter das Halbfinale.
Bei den Deutschen Meisterschaften holte er über 100 Meter 1962 den Titel und wurde 1964 Dritter. Über 200 Meter wurde er 1962 Dritter und 1964 Meister. In der Halle errang er über 60 Meter 1963 Gold und 1966 Silber.
Heinz Schumann startete für Werder Bremen und die Bremer TG.

## Persönliche Bestzeiten
- 100 m: 10,46 s, 15. Oktober 1964, Tokio
- 200 m: 20,8 s, 23. September 1962, Bremen